# David Gallart
David Gallart est un monteur espagnol.

## Biographie
David Gallart a remporté le prix Goya du meilleur montage en 2008 pour REC.

## Filmographie
- 2000 : Faust (assistant monteur)
- 2002 : Smoking Room
- 2004 : L'Enfer des loups (Romasanta)
- 2005 : Tapas
- 2007 : REC
- 2009 : REC 2
- 2011 : Blackthorn
- 2012 : REC 3 Génesis
- 2013 : Mariah Mundi and the Midas Box
- 2014 : REC Apocalypse
- 2019 : Eye for an Eye (Quien a hierro mata) de Paco Plaza